# Pallacanestro alla XVIII Universiade
Il torneo di pallacanestro della XVIII Universiade si è svolto a Fukuoka, Giappone, nel 1995.

## Podi

### Uomini
| Evento                            | Oro | Argento | Bronzo |
| Pallacanestro maschile (dettagli) | Stati Uniti Ray Allen Chucky Atkins Austin Croshere Tim Duncan Brian Evans Jerod Haase Othella Harrington Allen Iverson Kerry Kittles Jason Lawson Charles O'Bannon Lorenzen Wright All.: Lon Kruger | Giappone Makoto Akaho Yoshihiko Amano Satoru Furuta Atsushi Haga Makoto Hasegawa Takuya Kita Makoto Minamiyama Ken'ichi Sako Satoshi Sekiguchi Michael Takahashi Hiroyuki Tominaga Masanori Waki | Canada Frederic Arsenault Rowan Barrett Richard Bohne Greg Francis Brendan Graves Peter Guarasci Matt Hildebrand Todd MacCulloch David Picton Shawn Swords Peter Van Elswyk Keith Vassell All.: John Dore |

### Donne
| Evento                             | Oro | Argento | Bronzo |
| Pallacanestro femminile (dettagli) | Italia Angela Adamoli Marianna Balleggi Susanna Bonfiglio Marta Cattani Cristina Correnti Samantha Gori Giovanna Granieri Francesca Martiradonna Elena Paparazzo Marta Rezoagli Cristina Rivellini Novella Schiesaro All.: Riccardo Sales | Stati Uniti Sylvia Crawley Latina Davis La'Keshia Frett Cornelia Gayden Melody Howard Merlakia Jones Michelle Marciniak Stacey Reed Charlotte Smith Katie Smith Tina Thompson Kara Wolters All.: Sylvia Hatchell | Giappone Risato Haruta Yuko Kubota Misako Matsuno Miho Misawa Naemi Nakatani Kaori Ohama Yumi Saito Miyuki Sato Shoko Suzuki Akiko Takai Seiko Ueda Takako Watanabe |

## Medagliere
| Posizione | Paese       |   |   |   | Totale |
| --------- | ----------- | - | - | - | ------ |
| 1         | Stati Uniti | 1 | 1 | 0 | 2      |
| 2         | Italia      | 1 | 0 | 0 | 1      |
| 3         | Giappone    | 0 | 1 | 1 | 2      |
| 4         | Canada      | 0 | 0 | 1 | 1      |
| Totale    | Totale      | 2 | 2 | 2 | 6      |